# Konak à Vladimirci
Le konak à Vladimirci (en serbe cyrillique : Конак у Владимирцима ; en serbe latin : Konak u Vladimircima) se trouve à Vladimirci, dans le district de Mačva, en Serbie. Il est inscrit sur la liste des monuments culturels protégés de la république de Serbie (identifiant no SK 255).

## Présentation

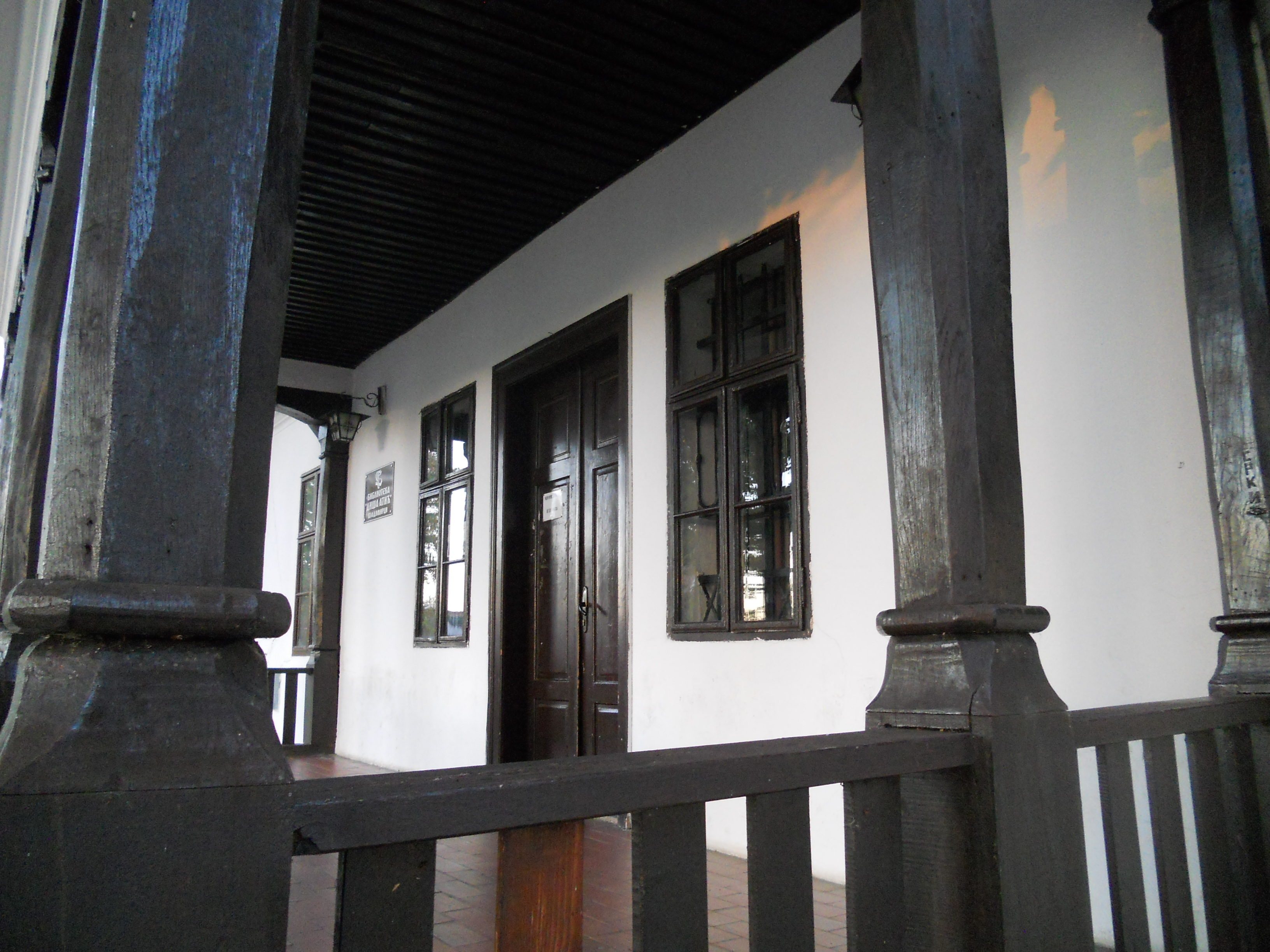
Détail du porche d'entrée.

Le bâtiment a été achevé en 1854 ; il est familièrement surnommé « le Konak ».
Bien que n'ayant jamais séjourné à Vladimirci, l'écrivain Milovan Glišić (1847-1908), né à Valjevo, situe sa célèbre nouvelle Glava šećera (Tête de sucre, 1875) dans le konak.
Aujourd'hui, le bâtiment abrite la bibliothèque Diša Atić, qui possède environ 50 000 ouvrages, une galerie de peintures comprenant notamment un legs du peintre local Milan Radonjić ; il accueille aussi des manifestations culturelles. Dans le parc près du konak se trouve un buste en pierre représentant Milovan Glišić, œuvre du sculpteur Kosta Bogdanović.